# Narkos
För filmen, se Narkos (film).
Narkos, eller generell anestesi, innebär sövning till kontrollerad medvetslöshet  genom inandning (inhalationsnarkos) eller injektion/infusion av läkemedel som påverkar det centrala nervsystemet. Ordet anestesi används inte så ofta i det svenska vardagsspråket. Betydligt mer förekommande är ordet narkos och en anestesiolog benämns oftast narkosläkare. Vanligen kombineras ovan nämnda metoder för att upprätthålla ett kontinuerligt narkosdjup, vilken ständigt måste monitorernas. Ofta kompletteras detta med starka opioider för smärtfrihet och speciella muskelavslappande medel för underlättande av kirurgi och mekanisk ventilation.

## Inhalationsnarkos
Inhalationsnarkos var länge den dominerande narkosmetoden. Eter användes för denna typ av narkos in på 1950-talet. Vanligen droppades eter på en mask av tyg som hölls över patientens näsa och mun. Narkosdjupet kontrollerades då främst genom pupillstorlek. I november 1847 prövade James Simpson kloroform som anestesimedel. Anestesin var framgångsrik, men efter tre månader (28 januari 1848), inträffade det första dödsfallet under kloroformanestesi. Detta dödsfall var ingen tillfällighet utan kloroform är toxiskt med en benägenhet att orsaka dödliga arytmier. Thomas Clover rekommenderade därför ca 1850 kontinuerlig palpation av pulsen under kloroformanestesi och föreslog att om pulsen blev svag eller oregelbunden så skulle tillförseln av kloroform avbrytas. Kloroforms arytmibenägenhet är den först beskrivna anledningen till övervakning under anestesi. Kloroform kom av detta skäl aldrig att konkurrera ut eter.
På 1950-talet utvecklades halotan i Storbritannien. Efter några års tester introducerades Fluothane® på marknaden 1956. Detta icke-explosiva narkosmedel slog snabbt ut etern. Forskningen om inhalationsmedel fortsatte och på 60-talet registrerades två nya narkosmedel som inte orsakade leverskador (som halotan), enfluran och isofluran. Inget av dessa inhalationsmedel gick dock att inleda anestesin med, vilket gjorde att användandet av halotan fortsatte särskilt inom barnanestesin ända in på 90-talet (barn har mycket mindre risk för leverskador än vuxna samtidigt som behovet för inhalationsinduktion är större än hos vuxna). Nuförtiden är det förutom Isofluran bland annat Sevofluran och Desfluran som används som inhalationsmedel för narkos. Sevofluran dominerar marknaden i Europa och Japan medan Desfluran används mest i USA. 
Redan på 60-talet prövades den inerta ädelgasen xenon för första gången som anestesigas. Xenon anses av många vara det ideala inhalationsläkemedlet. Problemet med xenon är den begränsade tillgången vilket gör det mycket dyrt. Modern återandningsteknik har emellertid gjort att xenon nu är på väg att registreras som anestesiläkemedel i Europa. En annan brist med xenon är att det så kallade MAC-värdet är tämligen högt. Detta kan begränsa användningen på patienter som behöver hög fraktion syre i inandningsgasen. 
Lustgas är ett av världens äldsta och mest beprövade läkemedel och den har fortfarande sin plats inom anestesin och förlossningsvården. Lustgas är billigt, har få bieffekter, och är en av de snabbast insättande smärtlindrande gaserna och används därför vid intermittent förlossningssmärta. Dess potens är för låg för att ensamt kunna ge kirurgisk anestesi. Därför kombineras den alltid med något annat narkosmedel vid kirurgisk anestesi.

## Intravenös narkos
Intravenös narkos fick sitt genombrott på 30-talet i och med barbituraternas upptäckt (Fischer och Mering). Dessa är mycket kortverkande och används idag framför allt vid inledning av narkos. Barbiturater är fettlösliga, passerar lätt blod-hjärnbarriären och skapar medvetslöshet 10-20 sekunder efter en intravenös injektion.  På 70-talet utvecklades propofol, men började användas i England först 1986 och kom till Sverige 1987. Vid injektion av propofol inträder medvetslöshet inom 30 sekunder och kvarstår upp till 10 minuter. Också detta medel ges i början av sövning, men kan även ges kontinuerligt för att uppnå längre medvetslöshet. Idag har man också börjat använda remifentanil, en mycket kortverkande opioid, för smärtfrihet under anestesi. Efter anestesi utförd med remifentanil kvicknar patienten till snabbare.

## Risker
Vid planerade operationer på i övrigt friska eller i det närmaste friska patienter anges narkos-relaterade dödsfall till 1 på 100 000 . 
Inför en operation görs alltid en anestesiologisk bedömning för att värdera förutsättningarna för en bra och säker narkos. Med klassificeringssystem ASA I-V, gällande patienters fysiska status, bedöms patienternas individuella kondition före den aktuella operationen. Då kontrollerar narkosläkaren även exempelvis EKG och provsvar för att se att patienten är i optimalt skick för anestesi. Bland annat är det viktigt att vissa mediciner tas innan operation, medan man med vissa andra mediciner bör göra ett uppehåll.
I Sverige och övriga nordiska länder, samt ett flertal andra länder i världen, är det specialistutbildade sjuksköterskor (anestesisjuksköterskor/narkossjuksköterskor) som vid låg-risk-anestesier initierar, övervakar och underhåller narkosen under operationer.